# Kiem (dopływ Morza Białego)
Kiem – (ros Кемь) – rzeka w północno-zachodniej Rosji, w należącej do tego państwa Republice Karelii. 
Długość ok. 191 km, powierzchnia dorzecza 27.700 km², średni przepływ – 275 m³/s.
Przyjmuje się, że wypływa z jeziora Dolne Kujto i przepływając przez szereg innych jezior wpada do Morza Białego. Główne dopływy: Czirka-Kiem, Kiepa, Ochta i Szomba.
Przy ujściu Kiemu leży rejonowe miasto Kiem. 
Zamarza od listopada do połowy maja.